# Götheborgs Allehanda
Götheborgs Allehanda var Göteborgs första nyhetstidning. Tidningen utgavs första gången den 1 januari 1774 och det sista numret kom ut den 10 februari 1843. Från 1775 gavs den ut två gånger i veckan, på tisdagar och fredagar, och från 1799 tills det att tidningen lades ned bestod tidningen av fyra sidor som gavs ut tre gånger i veckan, på tisdagar, onsdagar och fredagar. Efter att den hade etablerat sig hade den en upplaga på cirka 1000 exemplar, vilket var en stor upplaga för en tidning på 1700-talet.
Grundarna som deklarerade i första numret av tidningen att de ville vara anonyma var Martin Georg Wallenstråle, H. H. Rhodin och Johan Molin. Wallenstråle och Rhodin var endast utgivare av tidningen under dess första år medan Molin fortsatte ett år till. Därefter övertog regementspastorn F. A. Silvander som ansvarig utgivare fram till 1786 då tidningen började ges ut av boktryckare Samuel Norberg som var ansvarig utgivare fram till sin död 1843 då tidningen lades ned.
1805 och 1806 blev Norberg dömd och bötlagd för att ha publicerat så kallade "utländska nyheter än de efter privilegii föreskrift honom tillåtna". 1809 anhöll Norberg om att få publicera " utländska nyheter, ehvad de varit i Post Tidningarne införda eller icke" och detta tillstånd tilldelades honom 1812.
Merparten av tidningens läsare fanns i Göteborg med omnejd men tidningen såldes även i ett antal exemplar i Stockholm och på några andra orter. Den hade både fasta prenumeranter och såldes i lösnummer. De som bodde utanför Göteborg kunde prenumerera genom sitt lokala postkontor. Trots att mycket av de internationella nyheterna i tidningen var mer än en vecka gamla när de trycktes så var ändå Götheborgs allehanda såpass kvicka att få ut sina nyheter att dessa nyheter, när de väl ankom till Stockholm var färskare än stockholmstidningarnas. 

## Digitaliserad utgåva
- Götheborgs Allehanda. Göteborg. 1774-1843. Libris r3pv3px1pxj3lfq1. http://hdl.handle.net/2077/61531